# كامادو

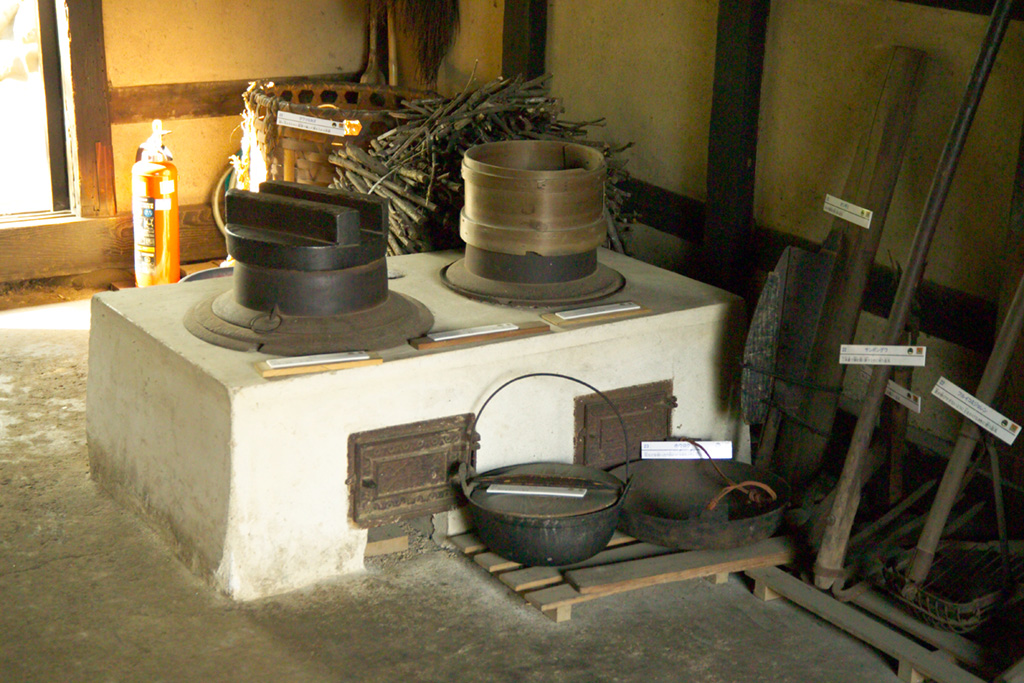
كامادو تقليدي في متحف ياباني.

كامادو  (باليابانية: 竈) هو فرن تقليدي ياباني يعمل على الخشب أو الفحم. في حال كان الكامادو متحرك يطلق عليه اسم «موشي كامادو» ويكون بشكل وعاء إسطواني من الفخار بغطاء منفصل يستخدم بشكل خاص في جنوب اليابان.